# Bukóc (Besztercebányai járás)
Bukóc (szlovákul: Pohronský Bukovec) község Szlovákiában, a Besztercebányai kerületben, a Besztercebányai járásban.

## Fekvése
Besztercebányától 25 km-re északkeletre található.

## Története
1563-ban „Wuggawitz” alakban említik először. A 16-17. században a besztercebányai bányákhoz tartozott, területén vasat, rezet és ezüstöt bányásztak. A 17. századtól malom működött a községben. 1675-ben „Buggowetz” alakban tűnik fel. Lakói állattartással, erdei munkákkal foglalkoztak, illetve a környék vasüzemeiben dolgoztak.
A 18. század végén Vályi András így ír róla: „BUKOVETZ. Tót falu Zólyom Vármegyében, földes Ura a’ Bányászi Királyi Kamara, lakosai katolikusok, fekszik Motuskóhoz közel, mellynek filiája, ’s határja is hozzá hasonlító.”
1848-ig Rásztóhoz tartozott, 1850-53 között önálló községként létezett.
Fényes Elek 1851-ben kiadott geográfiai szótárában így ír a faluról: „Bukovecz, tót falu, Zólyom vmgyében, Urvölgyétől északra: 56 kath. lak., kik szénégetők. F. u. a kamara.”
1853 után Garamszentandráshoz csatolták. A trianoni diktátumig területe Zólyom vármegye Breznóbányai járásához tartozott.
A szlovák nemzeti felkelés idején partizánkiképző központ működött a községben. 1944. november 3-án a németek itt fogták el a Garamon való átkelés közben a felkelés két parancsnokát, Ján Goliant és Rudolf Viestet. 1945. február 21-én a falut kirabolták és felgyújtották. 1946 és 1948 között építették újjá. 1953-óta önálló község.

## Népessége
| Év:            | 1994. | 2004. | 2014. | 2024.    |
| -------------- | ----- | ----- | ----- | -------- |
| Emberek száma: | 100   | 88    | 110   | 123      |
| Eltérés:       |       | -12 % | +25 % | +11,81 % |

| Év:            | 2023. | 2024.   |
| -------------- | ----- | ------- |
| Emberek száma: | 124   | 123     |
| Eltérés:       |       | -0,80 % |

1828-ban 7 házában 56 lakos élt.
2001-ben 102 lakosából 100 szlovák volt.
2011-ben 97 lakosából 95 szlovák.

## Nevezetességei
- A szlovák nemzeti felkelés emlékműve.